# HMS Nynäshamn (T132/R132)
HMS Nynäshamn (T132/R132) var en av svenska marinens torped/robotbåtar. Byggdes ursprungligen som torpedbåt i Norrköping-klassen men byggdes om till robotbåt 1982–1984 och betecknades därför som (R132) efter ombyggnaden. Hon togs ur tjänst 2003.

## Dödsolycka
Under 1990-talet så var HMS Nynäshamn inblandad i en olycka med dödlig utgång i södra kvarken. HMS Nynäshamn deltog år 1991 i en stor övning för kustflottan där hon tillsammans med tre andra robotbåtar (en av dessa var HMS Luleå) skulle inledda anfall mot olika sjömål, bland annat två minfartyg. Klockan 01:30 den 14 november inledde Nynäshamn ett mörkeranfall tillsammans med de två andra robotbåtarna. Nynäshamn höll vid tidpunkten en hastighet på 36 knop. Övningen skulle ske under stridsmässiga förhållande vilket innebar att radiotrafik var begränsad samt att lanternorna var släckta. 
HMS Luleå inledde ett torpedanfall mot målet och gjorde därefter en reträtt manöver och sänkte sin hastighet till 10 knop. Det följande fartyget, HMS Nynäshamn kom därefter i hög hastighet och kunde alltför sent upptäcka det föröver liggande fartyget HMS Luleå, en undanmanöver inleddes, men var inte tillräckligt kraftig, vilket ledde till att Nynäshamn klockan 04:04 kolliderade upphinnande med Luleå i höjd med det förliga kanontornet och i vinkel ca 65° räknat akterut från Luleå.
Tre personer befann sig vid tillfället i den förliga pjäsen, pjäsbefälhavaren och två värnpliktiga. Nynäshamn rammade Luleå och landade på pjäsen så att det övertäckande glasfiberöverbyggnaden krossades och den värnpliktige som satt i pjäsens högra sida omedelbart avled.